# Cesare Beccaria
Cesare Bonesana, Marquès de Beccaria, més conegut com a Cesare Beccaria, (Milà, 15 de març de 1738 - 28 de novembre de 1794) va ser un escriptor, filòsof, jurista i economista italià, i pare de Giulia Beccaria, que al seu torn era la mare d'Alessandro Manzoni.
Relacionat amb l'ambient del Milà il·lustrat, va formar part del cercle dels germans Pietro i Alessandro Verri, col·laborador de la revista Caffè i va ajudar a fundar l'Accademia dei Pugni. Influenciat per Alessandro Verri, militant de la defensa de les persones empresonades, es va interessar per la situació de la justícia. Les seves influències principals foren John Locke, Montesquieu, Claude Adrien Helvétius i Étienne Bonnot de Condillac.